# FC Lausanne-Sport
FC Lausanne-Sport (skraćeno LS) je švicarski nogometni klub iz grada Lausannea. Dio je sportskog kluba Lausanne-Sports, osnovanog 1860. godine. Nogometna je sekcija osnovana 1896. godine, ali neki povjesničari i dalje priznaju '60. kao godinu osnutka, što bi ga činilo najstarijim klubom u Europi. Ime Lausanne-Sports FC su preuzeli 1920. godine. Svoje domaće utakmice igraju na Stade Olympique de la Pontaise, stadionu korištenom na Svjetskom prvenstvu 1954. godine. U prvoj ligi igrali su u razdoblju između 1906. – 1931. i 1932. – 2002. godine.
Nakon ispadanja iz prve lige 2002. godine, sljedeće su godine zbog bankrota ispali i iz druge lige. Klub se reformirao 2004. godine pod imenom FC Lausanne-Sport i počeo od četvrte lige. Trenutačno nastupa u švicarskoj Superligi, prvoj švicarskoj ligi. Sezone 2010./11., Lausanne-Sport se kao drugoplasirani u Švicarskom kupu kvalificirao u UEFA Europsku ligu.

## Nagrade i uspjesi
- Švicarska Superliga
  - Pobjednici (7): 1912./13., 1931./32., 1934./35., 1935./36., 1943./44., 1950./51., 1964./65.
  - Drugoplasirani (8): 1946./47., 1954./55., 1961./62., 1962./63., 1968./69., 1969./70., 1989./90., 1999./00.

- 1. Liga (3)
  - Pobjednici: 2004./05.

- 2. Liga Interregional (4)
  - Pobjednici: 2003./04.

- Švicarski nogometni kup
  - Pobjednici (9): 1935., 1939., 1944., 1950., 1962., 1964., 1981., 1998., 1999.
  - Drugoplasirani (8): 1937., 1946., 1947., 1957., 1967., 1984., 2000., 2010.

- Švicarski Liga kup
  - Drugoplasirani: 1981.

## Vanjske poveznice
- Službena stranica
- Atletska sekcija
- Hokejaška sekcija (koturaljke)
- Lausanne-Sports Aviron (veslanje)